# Sani Yaya
Sani Yaya est un homme politique togolais. Il est né le 31 décembre 1963 à Kétao au Togo. Il occupe le poste de ministre des Finances dans les gouvernements des premiers ministres Komi Sélom Klassou et Victoire Tomegah Dogbé depuis le 1er août 2016.

## Biographie

### Enfance et Formations
Sani Yaya est né le 31 décembre 1963 à Kétao, une localité située à environ 19 km de Kara, dans la région de la Kara au Togo. Diplômée du Centre d'Études Financières, Économiques et Bancaires (CEFEB) de Paris, Sani Yaya est titulaire d'un DES de Gestion de l'Université Paris 1 Panthéon-Sorbonne et d'un Master en économie de l'Université de Lomé,.

## Carrière
Sani Yaya exerce des fonctions durant six ans à la Banque centrale des États de l'Afrique de l'Ouest (BCEAO) et à sa Commission bancaire de l'Union économique et monétaire ouest-africaine ainsi que près de six ans au sein de Ecobank où il a occupé les postes de directeur de l'audit et de la conformité et de membre du comité exécutif du groupe. Il a également exercé les hautes fonctions de directeur des opérations du groupe NSIA spécialisé dans l'assurance et banque et membre du comité exécutif dudit groupe.
Avant sa nomination au poste de ministre de l'Économie et des Finances, Yaya était sous-ministre du Budget,,,,,,,,.

## Autres fonctions
Sani Yaya occupe aussi des postes auprès des institutions, notamment la Banque africaine de développement (BAD), en tant que membre de droit du Conseil des gouverneurs (depuis 2016)⁣ ; Banque d'investissement et de développement de la CEDEAO (BIDC), comme membre de droit du Conseil des gouverneurs (depuis 2016)⁣ ; Fonds monétaire international (FMI), à titre de membre de droit du Conseil des gouverneurs (depuis 2016)⁣  et la Banque islamique de développement (BID ), comme membre de droit du Conseil des gouverneurs (depuis 2016).